# Prîșîb, Sloveanoserbsk
Prîșîb (în ucraineană Пришиб) este un sat în așezarea urbană Sloveanoserbsk din regiunea Luhansk, Ucraina.

## Demografie
Componența lingvistică a localității Prîșîb
     Ucraineană (80,59%)
     Rusă (19,41%)
Conform recensământului din 2001, majoritatea populației localității Prîșîb era vorbitoare de ucraineană (80,59%), existând în minoritate și vorbitori de rusă (19,41%).